# Italská tažení francouzských revolučních válek

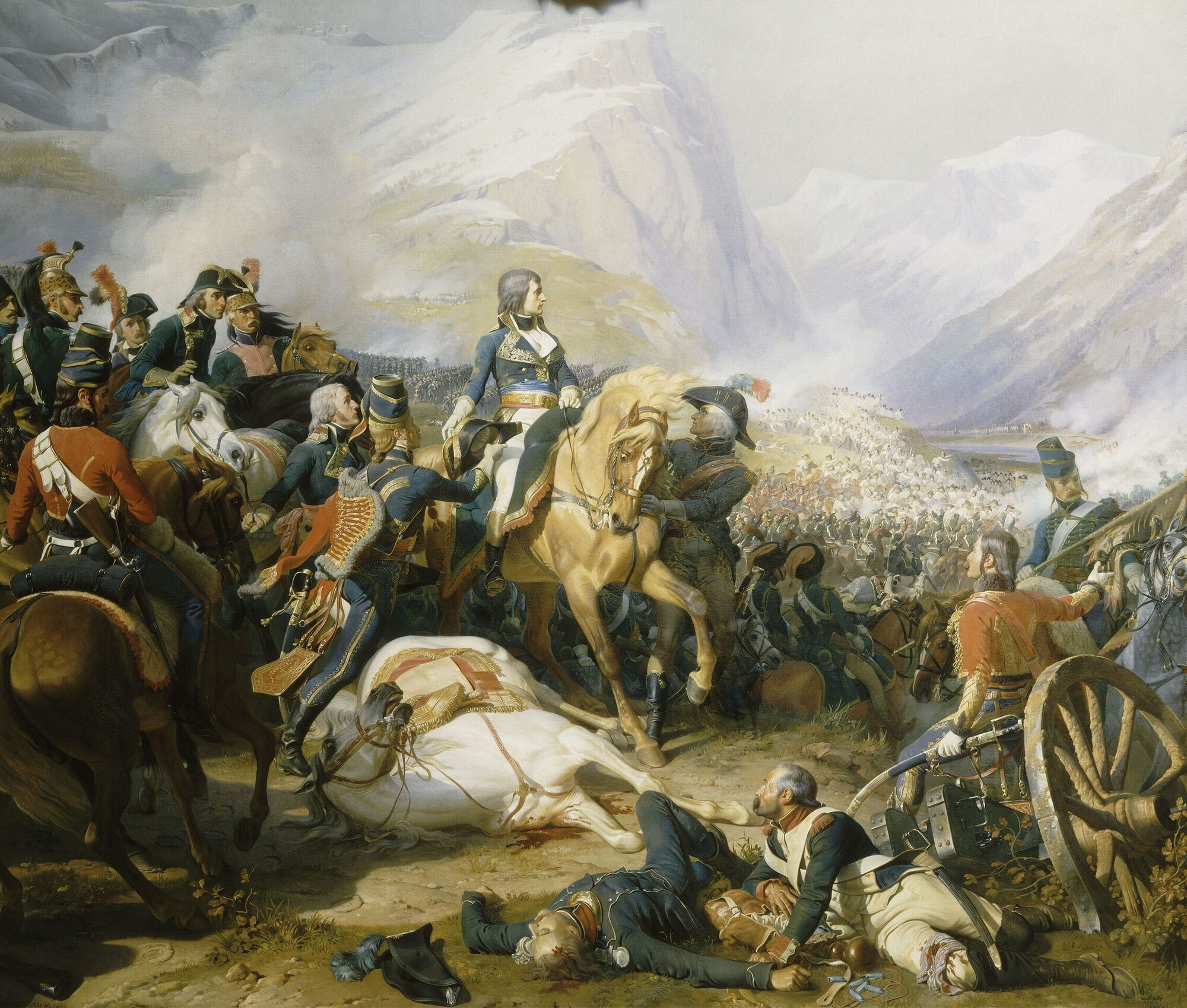
Napoleon Bonaparte v bitvě u Rivoli, obraz Henriho Félixe Emmanuela Philippoteauxe z roku 1845

Během Italských tažení francouzských revolučních válek (1792–1801) se střetly armády revoluční Francie s koalicemi armád Rakouska, Ruska, Sardinsko-piemontského království a jednotlivých italských států. Po rychlém obsazení Savojska a Nizzy, které byly součástí Sardinského království, se revolučním vojskům dlouho nedařilo proniknout hlouběji do Piemontu. Situace se změnila, když velení v březnu 1796 převzal talentovaný generál Napoleon Bonaparte, který již předtím na zdejším bojišti plánoval některé operace. Francouzi dobytá velká část severní Itálie byla dočasně ztracena roku 1799, ale v tažení roku 1800, kdy se do čela armády opět vrátil Bonaparte, byla získána zpět. Na jejím území postupně vzniklo několik sesterských republik závislých na Francii.

## První koalice (1792–1797)
První protifrancouzská koalice ze zformovala v důsledku rozporů mezi revoluční Francií a monarchistickým zbytkem Evropy. Její vznik podněcovala navíc francouzská šlechta nucená emigrovat, zejména bratři krále Ludvíka XVI. hrabě z Artois a hrabě z Provence, která vytvořila vlastní menší armádu. Představitelé nově vzniklé francouzské republiky byli přesvědčeni, že je třeba rozšířit ideály revoluce do ostatních zemí a tím si i zajistit vlastní bezpečnost. Obsazované území severní Itálie také časem přinášelo Francii velkou kořist v podobě finančních kontribucí a odvezených uměleckých děl.
Válka s italskými státy začala 22. září roku 1792. Povzbuzena vítěznou bitvou u Valmy vpadla francouzská armáda složená převážně z dobrovolníků do Savojska a během tří dnů ho bez obtíží dobyla. Severní a střední Itálie byla známá sympatiemi části svého obyvatelstva k francouzské revoluci. To umožnilo v Savojsku hladký postup její armády. 22. října dokonce savojské Národní shromáždění požádalo o připojení Savojska k Francii. Francouzský Konvent ho schválil 27. listopadu. Snadno probíhalo také obsazování Nizzy, i když ta byla připojena k Francii násilnějším způsobem. Oficiálně se tak stalo 31. ledna 1793.
V lednu až březnu 1793 vyhlásila francouzská republika válku postupně papežskému státu, Parmě, Modeně, neapolskému království a také toskánskému velkovévodství. Francouzská armáda v Itálii však byla poslána potlačit protivládní povstání v Lyonu, Provence a Toulonu, a tak v červenci piemontská armáda dobyla zpět Savojsko a měla v plánu útok na Nizzu. Reforma armády, téměř úplné zavedení povinné vojenské služby a mobilizace celé francouzské společnosti v úsilí vyhrát válku však umožnily porážku protirevolučních povstání a znovudobytí Savojska na konci roku 1793.

### Snaha o obsazení Piemontu

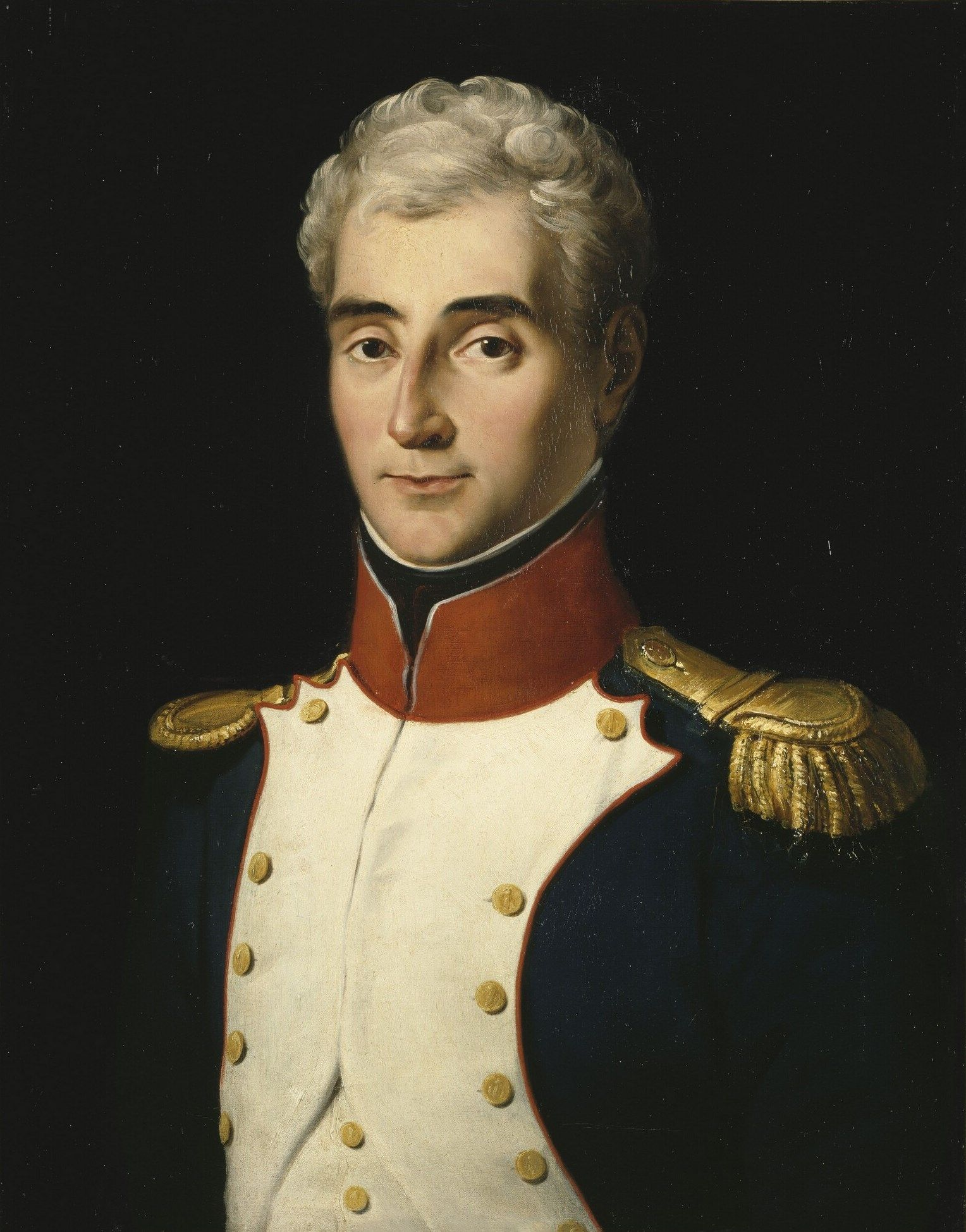
generál André Masséna na obraze Ferdinanda Wachsmuthe

Proniknout dále do Piemontu se ovšem Francouzům dlouho nedařilo, v cestě stály hory a v nich dobře opevnění italští vojáci. Částečně prorazit se podařilo až v dubnu 1794, a to směrem na Saorge a Oneglii. Operaci velel generál Masséna, ale naplánoval ji brigádní generál Napoleon Bonaparte, náčelník dělostřelectva francouzské Italské armády. V posledních dnech května 1794 byla také obsazena Francouzi předtím ztracená Nizza. Úspěšný byl také útok na Dego v září téhož roku, který opět naplánoval Napoleon Bonaparte. Během následujícího postupu se revoluční vojska dostala začátkem roku 1795 až k Janovu, mezitím, v listopadu 1794, byl podepsán mír s Toskánskem. Až do léta 1795 francouzská armáda stála v podstatě na místě a velká část Piemontu zůstávala stále neobsazena. K ofenzívě došlo až v listopadu 1795, kdy Italská armáda vyhrála několikadenní bitvu u Loana, ale toto vítězství zůstalo podle některých historiků nevyužito a k dalšímu možnému postupu francouzských sil směrem na Milán či Turín nedošlo.

### Napoleon Bonaparte vrchním velitelem
Vliv Bonaparta výrazně stoupl poté, co se zásadně podílel na potlačení neúspěšného roajalistického pokusu o státní převrat 5. října 1795. Po poradách s členem Direktoria (vlády) Lazare Carnotem, kde se oba shodli na dalším postupu na italské frontě, byl jmenován 2. března 1796 velitelem Francouzské armády. Tento talentovaný generál se projevil jako mistr rychlých přesunů a soupeře dokázal překvapit nečekanými útoky při nichž využíval lokální přesilu vojska. V bitvě u Montenotte 12. dubna 1796 porazil piemontského spojence - rakouskou armádu a znemožnil tak vzájemné spojení jejich vojsk. Následovala porážka Piemontu u Millesima a krátce na to i rakouské armády u Dega. Po francouzském vítězství u Mondovi byl piemontsko-sardinský král Viktor Amadeus III. nucen požádat o příměří. Jeho stát přišel definitivně o Nizzu a Savojsko, dále své dvě nejlepší pevnosti a slíbil, že pomůže Francii pokračovat ve válce.
Napoleon rychle postupoval i proti zbylým Rakušanům. 10. května je porazil u Lodi a 15. května jeho vojska obsadila Milán. Přibližně ve stejnou dobu obsadila také Parmu, Modemu a Toskánsko, v květnu 1796 byla také okupována Benátská republika a následující měsíc i Janovská. Během obléhání Mantovy, důležité pevnosti bránící v dalším postupu, rozdrtila 5. srpna Bonapartova armáda rakouskou u Castiglione a úspěšná byla i v bitvách u Arcole, v listopadu 1796 a u Rivoli v lednu následujícího roku. Mantova byla dobyta 2. února 1797. V březnu dostal Napoleon posily v síle dvou divizí (celkově tedy disponoval 50 000 muži) a začal postupovat směrem na Vídeň. To donutilo německého císaře Františka II. k podepsání předběžného míru v Leobenu 18. dubna 1797. Po určitém váhání obou stran, které bylo způsobeno dočasnou politickou krizí ve Francii, z níž chtělo Rakousko těžit a obavami francouzské vlády, že úspěšné ukončení války posílí moc Bonaparta, došlo nakonec k uzavření míru v Campo Formiu 17. října 1797. Habsburská říše sice na základě této smlouvy získala část Benátek, ale musela uznat nezávislost Cisalpinské republiky (ta vznikla z dříve Rakouskem ovládané Lombardie, dále Modeny a části papežského státu). Tento nově vzniklý stát byl ovšem ve skutečnosti závislý na Francii. Stejně na tom byla i Ligurská republika vytvořená z republiky Janovské 6. června 1797. Oba tyto státy spolu s dalšími podobnými patřily mezi sesterské republiky Francie.

## Druhá koalice (1799–1801)

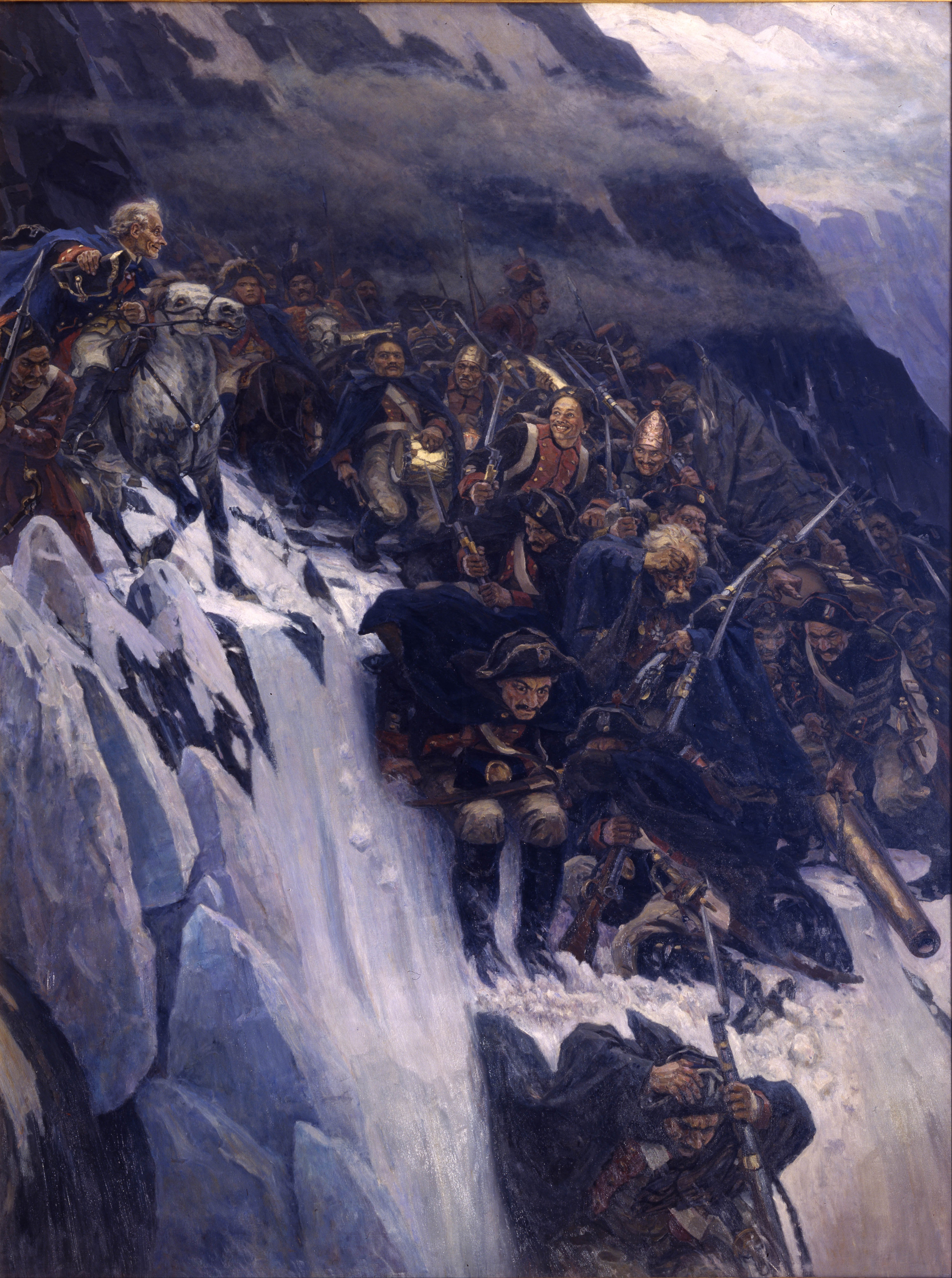
Ruské jednotky pod generalissimem Suvorovem překračují roku 1799 Alpy

Druhá protifrancouzská koalice se začala formovat již v roce 1798 z iniciativy Velké Británie. Skládala se z několika států, ale na italské frontě se Francie střetla tradičně s Rakouskem, dále Ruskem a vojsky neapolského krále. Kvality vrchního velitele ruské armády, maršála Suvorova, který přitáhl od východu přes území rakouského spojence, se v určitých ohledech vyrovnaly generálu Bonapartovi. Koncem dubna 1799 porazil Francouze pod velením generála Moreaua v bitvě na řece Addě a krátce na to obsadil Turín. Francouzská armáda, které tentokrát velel generál MacDonald, byla poražena i v důležité bitvě na řece Trebbii mezi 18. až 19. červnem. Ve střetnutí se spojenými ruskými a rakouskými vojsky zaznamenala velké ztráty. Na Suvorova nestačil ani nově jmenovaný velitel francouzské Italské armády generál Joubert. Byl svým soupeřem rozdrcen v bitvě u Novi, ve které navíc sám padl. V důsledku těchto porážek museli Francouzi vyklidit celý předtím obsazený Piemont.
Francii nakonec zachránily neshody mezi ruskými a rakouskými spojenci. Nedostatek jejich vzájemné koordinace znamenal jejich porážku koncem září 1799 v druhé bitvě u Curychu od generála Massény. Francouzi poté ovládli Švýcarsko a zmařili tak plány maršála Suvorova, který měl v úmyslu přes něj postupovat. Rusko poté začátkem roku 1800 z koalice vystoupilo.
K obnovení bojů v Itálii došlo až v květnu 1800. Mezitím byl ve Francii proveden státní převrat a v důsledku něho řídil Napoleon Bonaparte operace francouzských vojsk již z pozice hlavy státu jako první konzul. Napoleon hodlal znemožnit případný postup Rakušanů dvěma velkými armádami, jednou na Rýně, které měl velet generál Moreau a další, v čele s Massénou, v okolí Janova. Sám se rozhodl s o něco menší armádou překvapit rakouského protivníka obtížným přechod Alp. Plán se mu vydařil, na Rakušany zaútočil přímo v jejich týlu a 2. června se svými jednotkami obsadil Milán. Jeho příliš rozptýlená armáda se však nechala 14. června zaskočit rakouskou pod velením generála Melase v bitvě u Marenga. Pozdě odpoledne, kdy se už zdálo, že bitvu Francie prohrála, přispěchaly v poslední chvíli posily pod velením generála Desaixe, které rozhodly o konečném francouzském vítězství. Výsledek celé války pak rozhodla velká rakouská porážka, která byla této zemi uštědřena armádou Moreaua u Hohenlindenu 3. prosince 1800. Na základě mírové smlouvy z Lunéville, podepsané 9. února 1801 získala Francie Toskánsko, Modenu a Parmu. Rakousko také opět uznalo platnost Cisalpinské republiky, která měla fungovat pod francouzským protektorátem a zhruba za rok se přeměnila v Italskou republiku s Napoleonem ve funkci prezidenta. Takto výhodná smlouva pak usnadnila Napoleonovi jednání i se zbytkem Itálie. Pokud jde o Piemont, ten byl již v září roku 1800 připojen přímo k Francii.